# Galați, Alba
Galați este un sat ce aparține orașului Zlatna din județul Alba, Transilvania, România.

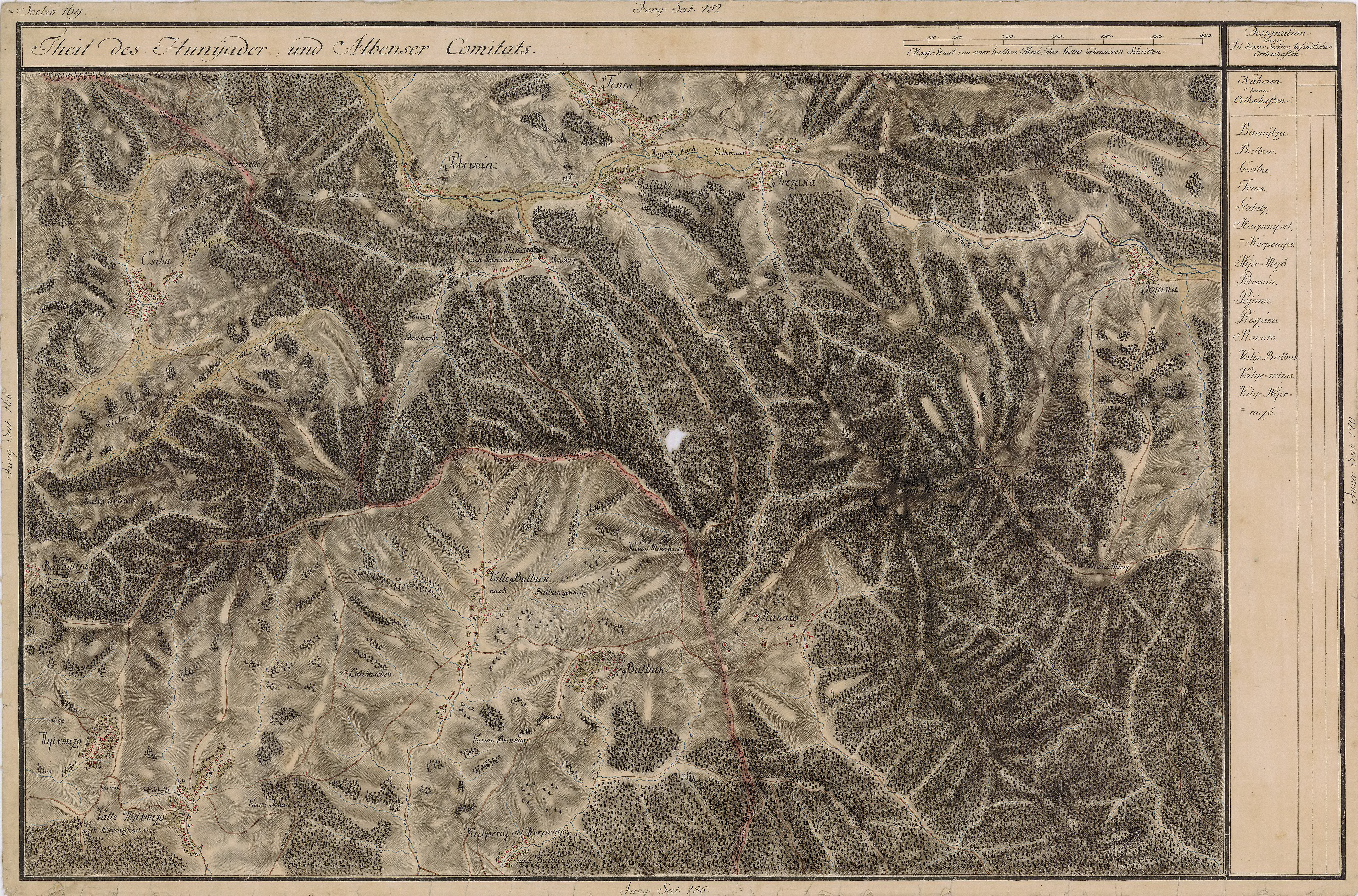
Galați pe Harta Iosefină a Transilvaniei, 1769-1773